# Lê Thị Tuyết Mai
Lê Thị Tuyết Mai (sinh năm 1967) là một nhà ngoại giao người Việt Nam. Từ tháng 2 năm 2020, bà đã được bổ nhiệm làm Đại sứ kiêm Đại diện Thường trực của Phái đoàn Việt Nam tại Văn phòng Liên Hợp Quốc, Tổ chức Thương mại Thế giới cùng các tổ chức quốc tế khác có trụ sở tại Genève.

## Xuất thân và giáo dục
Lê Thị Tuyết Mai sinh năm 1967 tại Hà Nội, Việt Nam và tốt nghiệp Cử nhân Quan hệ quốc tế tại Học viện Ngoại giao Việt Nam vào năm 1988. Từ năm 1988 đến năm 1989, bà học tiếng Nga tại Đại học Kiev ở Ukraina. Năm 1997, bà được trao bằng Thạc sĩ và sau đó là Tiến sĩ vào năm 2000 cho ngành Luật Kinh tế Quốc tế tại Đại học Quốc gia Yokohama ở Nhật Bản.

## Sự nghiệp
Năm 1991, bà gia nhập vào Bộ Ngoại giao Việt Nam. Lúc này bà chỉ đảm nhận các chức vụ trong ngành ngạo giao, mãi cho đến tháng 9 năm 2013, bà đã được bổ nhiệm trở thành Đại sứ Na Uy cho đến tháng 10 năm 2016. Sau đó, bà đã giữ chức Vụ trưởng Vụ Pháp luật và Điều ước quốc tế trong cơ quan Bộ Ngoại giao từ tháng 5 năm 2017 đến tháng 2 năm 2020. Trong lúc đó, vào năm 2019, bà đã được Chủ tịch nước phong hàm Đại sứ bậc 1, tức hàm Đại sứ suốt đời. Ngày 8 tháng 2 năm 2020, bà đảm nhận vị trí Đại diện thường trực của Phái đoàn Việt Nam tại Văn phòng Liên Hợp Quốc, Tổ chức Thương mại Thế giới cùng các tổ chức quốc tế khác có trụ sở tại Genève theo quyết định bổ nhiệm của Chủ tịch nước Nguyễn Phú Trọng.
Bà Mai còn là thành viên của mạng lưới các nhà lãnh đạo trong International Gender Champions. Vào năm 2021, bà đã được bầu làm Phó chủ tịch Nhóm chuyên gia liên chính phủ Hội nghị Liên Hợp Quốc về Thương mại và Phát triển. Trong phiên thảo luận "Bảo hiểm thiên nhiên để giảm thiểu rủi ro - Giải pháp chuyển giao rủi ro nhằm bảo vệ các rạn san hô" vào ngày 5 tháng 10 năm 2022, bà đã đại diện Việt Nam phát biểu về tầm quan trọng của tính bền vững và bảo tồn các hệ sinh thái rạn san hô như một phần các chính sách kinh tế xã hội của Việt Nam.

## Đời tư
Lê Thị Tuyết Mai là vợ của ông Hoàng Anh Tuấn, Tổng lãnh sự Việt Nam tại San Francisco, Hoa Kỳ. Hai ông bà có hai con.